# Sant Quirze Safaja
Sant Quirze Safaja è un comune spagnolo di 417 abitanti situato nella comunità autonoma della Catalogna.